# Lodžské vojvodství
Lodžské vojvodství (polsky Województwo łódzkie) je jeden ze šestnácti vyšších územních samosprávných celků Polska zřízených při správní reformě v roce 1998. Vojvodství leží ve středním Polsku – geografický střed Polska se nachází ve vesnici Piątek v okrese Łęczyca na severu vojvodství. V celém Polsku jde o nejméně zalesněné vojvodství. V rámci Polska sousedí s Velkopolským, Kujavsko-pomořským, Mazovským, Svatokřížským, Slezským a Opolským vojvodstvím. Hlavním městem je Lodž. Území je současně regionem soudržnosti NUTS-2.

## Největší města
Počty obyvatel uvedeny ke 31. prosinci 2020:
- Lodž (Łódź, 664 071)
- Piotrków Trybunalski (71 252)
- Pabianice (63 023)
- Tomaszów Mazowiecki (60 529)
- Bełchatów (55 583)
- Zgierz (54 974)
- Skierniewice (47 031)
- Radomsko (44 700)

## Okresy
Lodžské vojvodství je rozděleno na 21 okresů a 3 města s postavením okresu (městské okresy). Třetím stupněm administrativního členění je 177 gmin, z toho 18 městských, 42 městsko-vesnických a 117 vesnických.
| Okres                                          | Sídlo                | Počet obyvatel (2020) |
| ---------------------------------------------- | -------------------- | --------------------- |
| Okres Bełchatów (Powiat bełchatowski)          | Bełchatów            | 111 784               |
| Okres Brzeziny (Powiat brzeziński)             | Brzeziny             | 30 560                |
| Okres Kutno (Powiat kutnowski)                 | Kutno                | 94 363                |
| Okres Łask (Powiat łaski)                      | Łask                 | 49 533                |
| Okres Łęczyca (Powiat łęczycki)                | Łęczyca              | 48 715                |
| Okres Lodž východ (Powiat łódzki wschodni)     | Lodž                 | 72 856                |
| Okres Łowicz (Powiat łowicki)                  | Łowicz               | 76 820                |
| Okres Opoczno (Powiat opoczyński)              | Opoczno              | 74 867                |
| Okres Pabianice (Powiat pabianicki)            | Pabianice            | 118 616               |
| Okres Pajęczno (Powiat pajęczański)            | Pajęczno             | 50 461                |
| Okres Piotrków (Powiat piotrkowski)            | Piotrków Trybunalski | 90 727                |
| Okres Poddębice (Powiat poddębicki)            | Poddębice            | 40 612                |
| Okres Radomsko (Powiat radomszczański)         | Radomsko             | 110 584               |
| Okres Rawa (Powiat rawski)                     | Rawa Mazowiecka      | 47 952                |
| Okres Sieradz (Powiat sieradzki)               | Sieradz              | 115 959               |
| Okres Skierniewice (Powiat skierniewicki)      | Skierniewice         | 37 519                |
| Okres Tomaszów Mazowiecki (Powiat tomaszowski) | Tomaszów Mazowiecki  | 114 620               |
| Okres Wieluń (Powiat wieluński)                | Wieluń               | 75 167                |
| Okres Wieruszów (Powiat wieruszowski)          | Wieruszów            | 41 759                |
| Okres Zduńska Wola (Powiat zduńskowolski)      | Zduńska Wola         | 65 658                |
| Okres Zgierz (Powiat zgierski)                 | Zgierz               | 165 110               |

### Města s postavením okresu
| Město                                       | Počet obyvatel (2020) |
| ------------------------------------------- | --------------------- |
| Lodž (Łódź)                                 | 664 071               |
| Piotrków Trybunalski (Piotrków Trybunalski) | 71 252                |
| Skierniewice (Skierniewice)                 | 47 031                |